# Architectural state
architectural state（英: architectural state, AS）は、コンピュータのCPUの中でプロセスの状態を保持する部分で、下記を含む:
- 制御レジスタ
  - 命令フラグレジスタ（x86でのEFLAGSなど）
  - 命令マスクレジスタ
  - メモリ管理ユニット レジスタ
  - ステータスレジスタ
- 汎用レジスタ（x86ではAX、BX、CX、DXなど）
  - 加算器のレジスタ
  - アドレスレジスタ
  - カウンターレジスタ
  - インッデックスレジスタ
  - スタックレジスタ
  - ストリングレジスタ

ここには、たとえばALU のような実際の演算装置は含まれない。